# Lista de episódios de American Dad!
American Dad! é uma série de animação de comédia de situação satírica criada por Seth MacFarlane, (também criador de Family Guy) Mike Barker, e Matt Weitzman para a Fox Broadcasting Company.
O piloto da série foi ao ar nos EUA em 6 de Fevereiro de 2005 na FOX, trinta minutos após o Super Bowl XXXIX.
Desde sua estréia em 6 de fevereiro de 2005, foram emitidos 152 episódios, e sua atual temporada estreou em 30 de setembro de 2012.

## Resumo da série
| Temporada | Temporada | Episódios | Exibição Original |
| --------- | --------- | --------- | ----------------- |
|           | 1         | 23        | 2005 – 2006       |
|           | 2         | 19        | 2006 – 2007       |
|           | 3         | 16        | 2007 – 2008       |
|           | 4         | 20        | 2008 – 2009       |
|           | 5         | 18        | 2009 – 2010       |
|           | 6         | 19        | 2010 – 2011       |
|           | 7         | 18        | 2011 – 2012       |
|           | 8         | 19        | 2012 – 2013       |
|           | 9         | 20        | 2013 – 2014       |
|           | 10        | 18        | 2014 – 2015       |
|           | 11        | 22        | 2015 – 2016       |
|           | 12        | 22        | TBA               |

### 1ª Temporada: 2005-2006
| Nº | Nº | Título                                 | Dirigido por:              | Escrito por:                                  | Audiência | Exibição original      | Código |
| -- | -- | -------------------------------------- | -------------------------- | --------------------------------------------- | --------- | ---------------------- | ------ |
| 1  | 1  | "Pilot"                                | Ron Hughart                | Seth MacFarlane & Mike Barker & Matt Weitzman | 15.10     | 6 de fevereiro de 2005 | 1AJN01 |
| 2  | 2  | "Threat Levels"                        | Brent Woods                | David Zuckerman                               | 9.47      | 1 de maio de 2005      | 1AJN02 |
| 3  | 3  | "Stan Knows Best"                      | Pam Cooke                  | Mike Barker & Matt Weitzman                   | 8.23      | 8 de maio de 2005      | 1AJN03 |
| 4  | 4  | "Francine's Flashback"                 | Caleb Meurer & Brent Woods | Rick Wiener & Kenny Schwartz                  | 7.84      | 15 de maio de 2005     | 1AJN05 |
| 5  | 5  | "Roger Codger"                         | Albert Calleros            | Dan Vebber                                    | 6.09      | 5 de junho de 2005     | 1AJN04 |
| 6  | 6  | "Homeland Insecurity"                  | Rodney Clouden             | Neal Boushell & Sam O'Neal                    | 6.85      | 12 de junho de 2005    | 1AJN06 |
| 7  | 7  | "Deacon Stan, Jesus Man"               | John Aoshima               | Nahnatchka Khan                               | 6.55      | 19 de junho de 2005    | 1AJN07 |
| 8  | 8  | "Bullocks to Stan"                     | Brent Woods                | Alison McDonald                               | 7.83      | 11 de setembro de 2005 | 1AJN09 |
| 9  | 9  | "A Smith in the Hand"                  | Pam Cooke                  | David Hemingson                               | 8.60      | 18 de setembro de 2005 | 1AJN10 |
| 10 | 10 | "All About Steve"                      | Mike Kim                   | Chris McKenna & Matt McKenna                  | 7.63      | 25 de setembro de 2005 | 1AJN08 |
| 11 | 11 | "Con Heir"                             | Albert Calleros            | Steve Hely                                    | 7.43      | 2 de outubro de 2005   | 1AJN11 |
| 12 | 12 | "Stan of Arabia: Part 1"               | Rodney Clouden             | Nahnatchka Khan                               | 7.30      | 6 de novembro de 2005  | 1AJN12 |
| 13 | 13 | "Stan of Arabia: Part 2"               | Anthony Lioi               | Carter Bays & Craig Thomas                    | 7.74      | 13 de novembro de 2005 | 1AJN13 |
| 14 | 14 | "Stannie Get Your Gun"                 | John Aoshima               | Brian Boyle                                   | 8.19      | 20 de novembro de 2005 | 1AJN14 |
| 15 | 15 | "Star Trek"                            | Mike Kim                   | Chris McKenna & Matt McKenna                  | 8.80      | 27 de novembro de 2005 | 1AJN15 |
| 16 | 16 | "Not Particularly Desperate Housewife" | Brent Woods                | Dan Vebber                                    | 7.84      | 18 de dezembro de 2005 | 1AJN16 |
| 17 | 17 | "Rough Trade"                          | Pam Cooke                  | David Zuckerman                               | N/A       | 8 de janeiro de 2006   | 1AJN17 |
| 18 | 18 | "Finances with Wolves"                 | Albert Calleros            | Neal Boushell & Sam O'Neal                    | 8.23      | 29 de janeiro de 2006  | 1AJN18 |
| 19 | 19 | "It's Good to Be Queen"                | Rodney Clouden             | Alison McDonald                               | 7.70      | February 26, 2006      | 1AJN19 |
| 20 | 20 | "Roger 'n' Me"                         | Anthony Lioi               | Rick Wiener & Kenny Schwartz                  | 7.34      | 23 de abril de 2006    | 2AJN01 |
| 21 | 21 | "Helping Handis"                       | Caleb Meurer               | Nahnatchka Khan                               | 6.51      | 30 de abril de 2006    | 2AJN02 |
| 22 | 22 | "With Friends Like Steve's"            | John Aoshima               | Erik Durbin                                   | 6.60      | 7 de maio de 2006      | 2AJN03 |
| 23 | 23 | "Tears of a Clooney"                   | Brent Woods                | Chris McKenna & Matt McKenna                  | 6.86      | 14 de maio de 2006     | 2AJN04 |

### 2ª Temporada: 2006–2007
1. - 24 Camp Refoogee
2. - 25 The American Dad After School Special
3. - 26 Failure Is not a Factory-Installed Option
4. - 27 Lincoln Lover
5. - 28 Dungeons and Wagons
6. - 29 Iced, Iced Babies
7. - 30 Of Ice and Men
8. - 31 Irregarding Steve
9. - 32 The Best Christmas Story Never Told
10. - 33 Bush Comes to Dinner
11. - 34 American Dream Factory
12. - 35 A.T. the Abusive Terrestrial
13. - 36 Black Mystery Month
14. - 37 An Apocalypse to Remember
15. - 38 Four Little Words
16. - 39 When a Stan Loves a Woman
17. - 40 I Can't Stan You
18. - 41 The Magnificent Steven
19. - 42 Joint Custody

| Nº | Nº | Título | Dirigido por: | Escrito por: | Audiência | Exibição original | Código |
| Nº | Nº | Título | Dirigido por: | Escrito por: | Audiência | Exibição original |        |
| -- | -- | ------ | ------------- | ------------ | --------- | ----------------- | ------ |

### 3ª Temporada: 2007–2008
1. - 43 The Vacation Goo
2. - 44 Meter Made
3. - 45 Dope & Faith
4. - 46 Big Trouble in Little Langley
5. - 47 Haylias
6. - 48 42-Year-Old Virgin
7. - 49 Surro-Gate
8. - 50 The Most Adequate Christmas Ever
9. - 51 Frannie 911
10. - 52 Tearjerker
11. - 53 Oedipal Panties
12. - 54 Widowmaker
13. - 55 Red October Sky
14. - 56 Office Spaceman
15. - 57 Stanny Slickers II: The Legend of Ollie's Gold
16. - 58 Spring Breakup

### 4ª Temporada: 2008–2009
- A abertura começcou a mudar a partir desta temporada.

1. - 59 1600 Candles
2. - 60 The One That Got Away
3. - 61 One Little Word
4. - 62 Choosy Wives Choose Smith
5. - 63 Escape from Pearl Bailey
6. - 64 Pulling Double Booty
7. - 65 Phantom of the Telethon
8. - 66 Chimdale
9. - 67 Stan Time
10. - 68 Family Affair
11. - 69 Live and Let Fry
12. - 70 Roy Rogers McFreely
13. - 71 Jack's Back
14. - 72 Bar Mitzvah Shuffle
15. - 73 Wife Insurance
16. - 74 Delorean Story-an
17. - 75 Every Which Way But Lose
18. - 76 Weiner of Our Discontent
19. - 77 Daddy Queerest
20. - 78 Stan's Night Out

### 5ª Temporada: 2009–2010
- A Fox renovou American Dad! Para uma quinta temporada para começar a produção em 27 de setembro de 2009. A quinta temporada de American Dad! celebra o marco episódio 100, encontra Steve acidentalmente lançar um avião militar secreto, e Francine e Stan renovar seus votos de casamento. Esta é a primeira temporada de American Dad a ser transmitido em alta definição a partir da linha de produção 5AJNxx midseason, em 2010.

1. - 79 In Country...Club
2. - 80 Moon Over Isla Island
3. - 81 Home Adrone
4. - 82 Brains, Brains and Automobiles
5. - 83 Man in the Moonbounce
6. - 84 Shallow Vows
7. - 85 My Morning Straitjacket
8. - 86 G-String Circus
9. - 87 Rapture's Delight
10. - 88  Don't Look a Smith Horse in the Mouth
11. - 89 A Jones for a Smith
12. - 90 May the Best Stan Win
13. - 91 The Return of the Bling
14. - 92 Cops and Roger
15. - 93 Merlot Down Dirty Shame
16. - 94 Bully for Steve
17. - 95 An Incident at Owl Creek
18. - 96 Great Space Roaster

### 6ª Temporada: 2010–2011
1. - 97 1000 A.D.
2. - 98 Son of Stan
3. - 99 Best Little Horror House in Langley Falls
4. - 100 Stan's Food Restaurant
5. - 101 White Rice
6. - 102 There Will Be Bad Blood
7. - 103 The People vs. Martin Sugar
8. - 104 For Whom the Sleigh Bell Tolls
9. - 105 Fart-break Hotel
10. - 106 Stanny Boy and Frantastic
11. - 107 A Piñata Named Desire
12. - 108 You Debt Your Life
13. - 109 I am the Walrus
14. - 110 School Lies
15. - 111 License to Till
16. - 112 Jenny Fromdabloc
17. - 113 Home Wrecker
18. - 114 Flirting With Disaster
19. - 115 Gorillas in the Mist

### 7ª Temporada: 2011-2012
1. - 116 Hot Water
2. - 117 Hurricane!
3. - 118 A Ward Show
4. - 119 The Worst Stan
5. - 120 Virtual In-Stanity
6. - 121 The Scarlett Getter
7. - 122 Season's Beatings
8. - 123 The Unbrave One
9. - 124 Stanny Tendergrass
10. - 125 Wheels & the Legman and the Case of Grandpa's Key
11. - 126 Old Stan in the Mountain
12. - 127 The Wrestler
13. - 128 Dr. Klaustus
14. - 129 Stan's Best Friend
15. - 130 Less Money, Mo' Problems
16. - 131 The Kidney Stays in the Picture
17. - 132 Rick Spanish
18. - 133 Toy Whorey

### 8ª Temporada: 2012-2013
1. - 134 Love AD, Style
2. - 135 Killer Vacation
3. - 136 Can I Be Frank (With You)
4. - 137 American Stepdad
5. - 138 Why Can't We Be Friends
6. - 139 Adventures in Haleysitting
7. - 140 National Treasure 4: Baby Franny: She's Doing Well: The Hole Story
8. - 141 Finger Lenting Good
9. - 142 The Adventures of Twill Ongenbone and His Boy Jabari
10. - 143 Blood Crieth Unto Heaven
11. - 144 Max Jets
12. - 145 Naked to the Limit, One More Time
13. - 146 For Black Eyes Only
14. - 147 Spelling Bee My Baby
15. - 148 The Missing Kink
16. - 149 The Boring Identity
17. - 150 The Full Cognitive Redaction of Avery Bullock by the Coward Stan Smith
18. - 151 Lost in Space
19. - 152 Da Flippity Flop